# إبراهيم عوض الله الفقيه
إبراهيم ذيب نافع الفقيه ويشتهر إبراهيم عوض الله الفقيه (مواليد 21 سبتمبر 1946 في صوبا، القدس، فلسطين) هو كاتب أردني. وهو رئيس جمعية صوبا التعاونية منذ عام 1993، وعضو في رابطة الكتّاب الأردنيين، وعضو في اتحاد الكتاب العرب.

## دراسته
أنهى دراسة الثانوية في مدرسة رغدان الثانوية بعمّان عام 1965، ثم حصل على الليسانس في الآداب (قسم اللغة العربية وآدابها) من جامعة الإسكندرية، فرع بيروت العربية، عام 1971.

## حياته المهنية
عمل في التدريس بالمملكة العربية السعودية بين عامي 1970 و1980، ثم عمل بالتجارة حتى عام 2000. نُشرت أول رواية له بعنوان «جذور في طريق التحرير» عام 1974.

## مؤلفاته
- «جذور في طريق التحرير» (رواية)، دار الزهراء، بيروت، 1974[4]
- «الهذيان» (رواية)، دار الزهراء، بيروت، 1975[5]
- «القربان» (قصص)، دار عمار، عمّان، 1990[6][7]
- «الصّمت المعبّر» (رواية)، دار عمار، عمّان، 1992[8]
- «وما زال للصبّار روح» (رواية)، دار النهضة، عمّان، 1993[9]
- «الخريف واغتيال الأحلام» (رواية)، دار النهضة، عمّان، 1996[10][11]
- «صوبا، إحدى قرى فلسطين المدمرة عام 1948 في منطقة القدس، تاريخ وطن وحياة قرية» (كتاب)، عمّان، 1996[12]
- «الأرض الحافية» (رواية)، دار الينابيع، عمّان، 1999[13][14]
- «نوافذ الغضب» (رواية)، دار الحرية ودار الينابيع، عمّان، 2001[15]
- «ظمأ السنابل» (رواية)، دار اليازوري العلمية، عمّان، 2007[16]
- «فرسان السراب» (قصص)، دار أمواج، عمّان، 2010
- «أحلام يوسف» (رواية)، دار فضاءات، عمّان، 2011[17]
- «قناديل الروح» (رواية)، دار فضاءات، عمّان، 2013[18]